# Азобензол
Азобензол {\displaystyle {\ce {C6H5N=NC6H5}}} — простейшее ароматическое азосоединение. Является жёлтым красителем.

## Открытие
Открыт азобензол в 1834 году немецким химиком Э. Мичерлихом.

## Свойства
Оранжево-красные кристаллы. Устойчивый транс-изомер, температура плавления 68 °C, нерастворим в воде, растворяется в эфире, ледяной уксусной и концентрированной серной кислотах. Азобензол не удерживается волокнами и сам по себе не является текстильным красителем. Он проявляет свойства жирорастворимого красителя и может быть использован для окраски технических жидкостей. Если в молекулу азобензола ввести амино- или оксигруппы, то цвет таких азокрасителей изменится с оранжево-красного до красного.
Азобензол восстанавливается до анилина через гидразобензол, как установлено Н. Н. Зининым в 1845 году.
Замещенные азобензолы обычно получают реакцией азосочетания диазсоединений, полученных диазотированием ароматических аминов и фенолов.

## Оптические свойства
Азобензол имеет два изомера: цис- и транс-форму. Поскольку в цис-изомере два атома водорода из разных фенильных
колец оказываются в одном и том же месте, их отталкивание приводит к скручиванию молекулы и разрушению единой
системы обобществлённых π-орбиталей. В транс-изомере такого конфликта не происходит, и образуется
единая система из семи сопряжённых π-связей. В результате цис-изомер вещества бесцветен и менее устойчив,
а транс-изомер окрашен (имеет полосу поглощения в синей части спектра).
Облучение ультрафиолетом приводит к образованию цис-изомера и обесцвечиванию вещества; облучение синим
светом  приводит к получению транс-изомера и появлению окраски.

## Получение
Азобензол получают восстановлением нитробензола в щелочном растворе цинковой пылью или электрохимическим методом. Кроме того, его можно получать восстановлением нитробензола амальгамой натрия или алюмогидридом лития, окислением гидразобензола гипобромитом натрия или конденсацией нитрозобензола с анилином в уксусной кислоте (применяется для синтеза асимметричных азобензолов).